# Aermacchi Ala Bianca 175
De Aermacchi Ala Bianca 175 was een motorfiets die door het Italiaanse merk Aermacchi werd geproduceerd.

## Voorgeschiedenis
Vliegtuigbouwer Aeronautica Macchi ging in de jaren vijftig eerst scooters en later ook motorfietsen maken. Het eerste motorfietsmodel, de Aermacchi Corsaro 150, was in 1955 geen succes gebleken en dat gebeurde ook met de zeer ruim van plaatwerk voorziene Chimera 175. Daarom besloot men in 1957 een aantal nieuwe modellen uit te brengen. Naast de 250 cc versie van de Chimera ook drie typen zonder plaatwerk: de Ala Rossa 175, de Ala Azzurra 250 en de Ala Bianca 175.

## Ala Bianca 175
Van de 175 cc modellen was de Ala Rossa wat sportiever en de Ala Bianca (Witte Vleugel) wat toeristischer. Net als de Chimera had de Ala Bianca een luchtgekoelde eencilinder kopklepmotor met stoterstangen. De cilinder lag vrijwel plat onder een hoek van 165°. Aan het linker uiteinde van de krukas zat een meervoudige natte platenkoppeling en van daaruit werd de versnellingsbak door tandwielen aangedreven. Deze had vier versnellingen die door een hak-teen schakeling aan de rechterkant werden geschakeld. Er was een 18 mm Dell'Orto carburateur gemonteerd en de benzinetank bevatte 17 liter. De machine had een ruggengraatframe met een centrale buis en aan de voorkant was een Upside Down-voorvork gemonteerd. Achter zat een normale swingarm met twee veer/demperelementen. Van de Ala Bianca werden slechts 364 exemplaren geproduceerd. De machine kreeg dan ook geen opvolger.

### Technische gegevens
| Aermacchi              | Ala Bianca 175                    |                  |
| ---------------------- | --------------------------------- | ---------------- |
| Periode                | 1957-1965                         |                  |
| Categorie              | toermotorfiets                    |                  |
| Motortype              | viertakt OHV                      |                  |
| Bouwwijze              | liggende (165°) eencilinder       |                  |
| boring                 | 60 mm                             |                  |
| slag                   | 61 mm                             |                  |
| Cilinderinhoud         | 172,5 cc                          |                  |
| Smeersysteem           | wet sump systeem                  |                  |
| Compressieverhouding   | 7:1                               | 7:1              |
| Max. Vermogen          | 6,8 kW/9.35 pk bij 6.500 tpm      |                  |
| Topsnelheid            | 105 km/h                          |                  |
| Primaire aandrijving   | tandwielen                        |                  |
| koppeling              | meervoudige natte platenkoppeling |                  |
| versnellingen          | 4                                 |                  |
| Secundaire aandrijving | ketting                           |                  |
| Rijwielgedeelte        | ruggengraatframe                  | ruggengraatframe |
| Voorvork               | Upside Down-voorvork              |                  |
| Achtervork             | swingarm                          |                  |
| Remmen                 | trommelremmen                     |                  |
| Tankinhoud             | 17 liter                          |                  |
| Droog gewicht          | 110 kg                            |                  |